# Blågrön daknis
Blågrön daknis (Dacnis viguieri) är en fågel i familjen tangaror inom ordningen tättingar.

## Utbredning och systematik
Fågeln förekommer i låglandet i allra östligaste Panama och angränsande nordvästra Colombia. Den behandlas som monotypisk, det vill säga att den inte delas in i några underarter.

## Status
IUCN kategoriserar arten som livskraftig.